# Sternostena
Sternostena is een geslacht van kevers uit de familie bladkevers (Chrysomelidae).
De wetenschappelijke naam van het geslacht werd in 1910 gepubliceerd door Julius Weise.

## Soorten
- Sternostena antebasalis Uhmann, 1939
- Sternostena basalis (Baly, 1864)
- Sternostena costaricana Uhmann, 1938
- Sternostena laeta Weise, 1910
- Sternostena lateralis Pic, 1932
- Sternostena triangularis Uhmann, 1931
- Sternostena varians Weise, 1910